# Ectropis cornuta
Ectropis cornuta är en fjärilsart som beskrevs av Claude Herbulot 1968. Ectropis cornuta ingår i släktet Ectropis och familjen mätare. Inga underarter finns listade i Catalogue of Life.